# 세마글루티드
세마글루티드(semaglutide)는 제2형 당뇨병 치료에 사용되는 경구 혈당 강하제이자 장기적인 체중 관리에 사용되는 항비만제이다. 2012년 노보 노디스크가 개발했으며 2017년 미국에서 사용이 승인되었다. 세마글루티드는 펩타이드 호르몬 글루카곤 유사 펩타이드-1 (GLP-1)과 유사한 곁사슬로 변형된 펩타이드이다. 피하 주사로 투여하거나 경구 투여할 수 있다. 당뇨병 치료제는 오젬픽 (주사제), 리벨서스 (알약), 체중감소제는 위고비 (Wegovy)라는 상표명으로 판매되고 있다.
세마글루티드는 유사글루카곤 펩타이드-1 수용체 작용제이다. 가장 흔한 부작용으로는 메스꺼움, 구토, 설사, 복통, 변비가 있다.
2020년 세마글루티드는 미국에서 4백만번 이상 처방되어 129번째로 가장 많이 처방되는 약물이다.

## 의료용

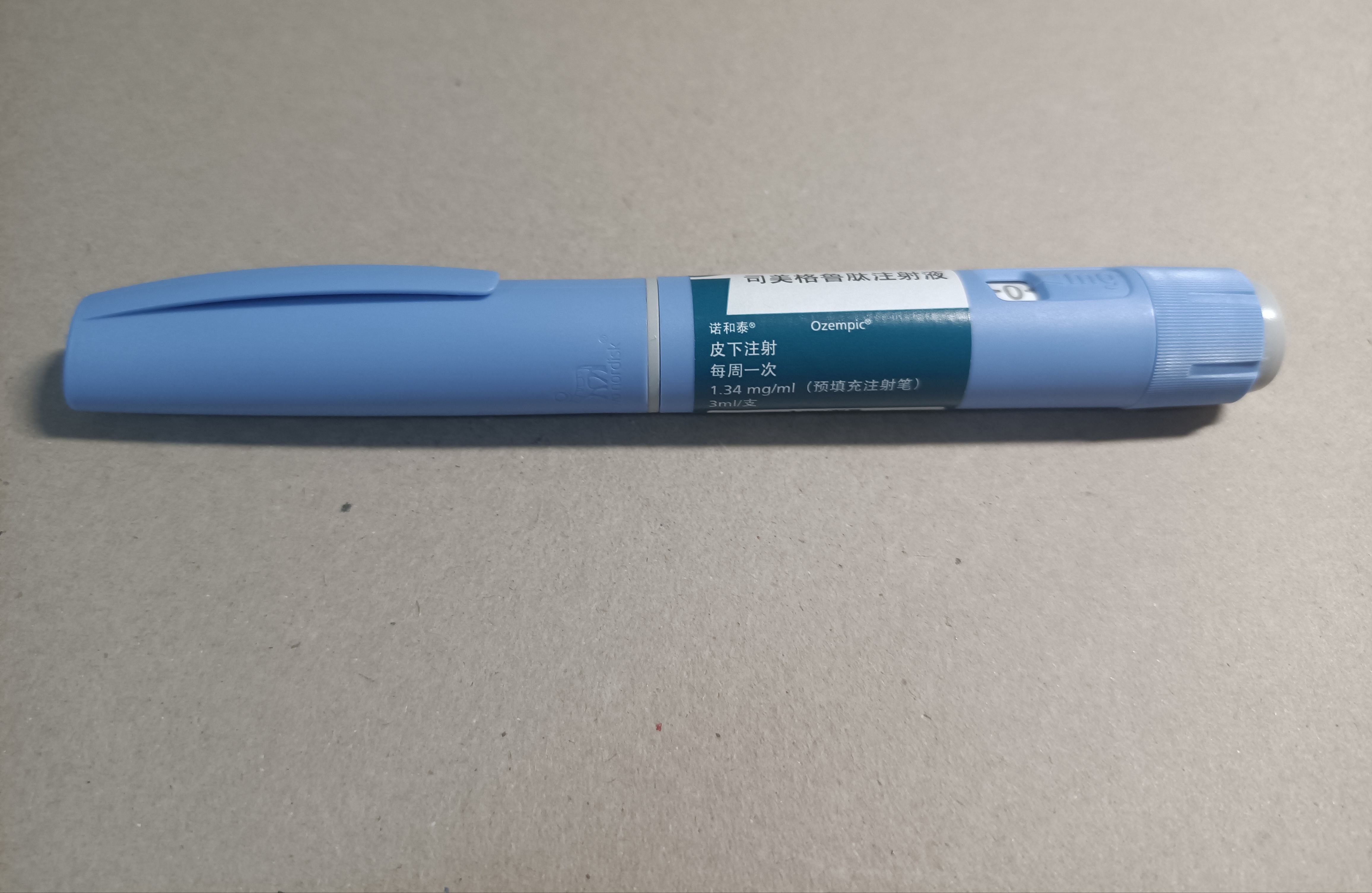
중국에서 판매되는 오젬픽 펜

세마글루티드는 제2형 당뇨병이 있는 성인 환자의 혈당 조절을 개선하기 위한 식이요법 및 운동의 보조제로 사용된다.
세마글루티드 고용량 제제는 비만 (초기 체질량지수 (BMI) ≥ 30) 성인 또는 과체중(초기 BMI ≥ 27) kg/m 2 ), 체중 관련 질환 환자의 장기적인 체중 관리를 위한 식이요법 및 운동요법의 보조제로 사용된다. 경구용 세마글루티드는 3mg, 7mg, 14mg 세 가지 용량으로 판매되며, 피하주사는 0.25mg, 0.5mg, 1mg, 2mg 4가지 용량으로 출시되고 있다.

## 부작용
가능한 부작용으로는 구역질, 설사, 구토, 변비, 복통, 두통, 피로, 소화 불량 /속쓰림, 현기증, 복부 팽만, 트림, 제2형 당뇨병 환자의 저혈당 (저혈당), 방귀, 장염, 위 식도 역류병 (GERD) 등의 증상이 있으며, 또한 췌장염, 위마비, 장폐색을 유발할 수도 있다.

## 금기 사항
설치류에 대한 GLP-1 매개 갑상선 C세포 증식증 연구 데이터에 따르면 갑상선수질암 환자 또는 가족력이 있거나 제2형 다발성 내분비 종양이 있는 사람에게는 사용이 금지된다.

## 작용기전
세마글루티드는 유사글루카곤 펩타이드-1 수용체 작용제이다. 인크레틴 글루카곤 유사 펩타이드-1 (GLP-1)의 작용을 모방하여 혈당 수치를 낮추는 호르몬인 인슐린의 생성을 증가시킨다. 또한 인슐린 생산과 방출을 담당하는 췌장 베타 세포의 성장 향상이 나타났다. 또한 글리코겐 분해(간에서 저장된 탄수화물 방출)와 포도당 신생 합성 (새로운 포도당의 합성)을 증가시키는 호르몬인 글루카곤의 생성을 억제해 식욕을 낮추고 위장의 소화 속도를 늦추어 음식 섭취를 줄여서

## 구조와 약리학

GLP-1과 비교한 세마글루티드 및 리라글루티드 구조의 도식적 표현

세마글루티드는 화학적으로 인간 GLP-1과 유사하다. GLP-1의 처음 6개 아미노산이 누락되었다. GLP 위치 8 및 34(세마글루티드 위치 2 및 28)에서 치환이 이루어지며, 여기서 알라닌 및 리신은 각각 2-아미노이소부티르산 및 아르기닌으로 대체되며, 알라닌의 치환은 디펩티딜 펩티다제-4 에 의한 화학적 분해를 방지한다. GLP 위치 26(세마글루티드 위치 20)에 있는 라이신에는 긴 사슬이 부착되어 있으며, 끝에는 17개의 탄소 원자 사슬과 카르복실기가 있다. 이는 혈액 단백질(알부민)에 대한 약물의 결합을 증가시켜 혈액 순환에 더 오랫동안 존재하게한다.
세마글루티드의 혈액 내 반감기는 약 7일(165~184시간)이다. 피하주사로 투여하거나 경구 (입)를 통해서 복용할 수 있다.

## 역사
2008년 6월, 세마글루티드에 대한 2상 임상 시험이 시작되었다.
2012년 노보 노디스크 연구진은 리라글루티드의 장기간 지속성 대안으로 주 1회 당뇨병 치료용 세마글루티드를 개발했으며, 브랜드 이름은 오젬픽 (Ozempic) 으로 지정되었다. 임상시험은 2016년 1월에 시작되어 2017년 5월에 종료되었다
2021년 3월, 3상 무작위 배정, 이중 맹검 시험에서 체질량 지수가 30 이상인 성인 1,961명이 주 1회 피하 세마글루티드 또는 위약과 생활 습관 중재 치료에 2:1 비율로 배정되었다 . 임상시험은 아시아, 유럽, 북미, 남미 16개국 129개 현장에서 진행되었으며, 68주차 평균 체중 변화율은 세마글루티드군에서 -14.9%, 위약군에서 -2.4%였으며 추정 치료 차이는 -12.4 퍼센트 포인트 (95% CI, -13.4~-11.5)였다.
2022년 이루어진 비만 치료법에 대한 검토에서는 세마글루티드와 티르제파티드 (작용 메커니즘이 중복됨)가 이전에 나온 항비만제보다 더 효과적이지만, 비만 대사 수술보다는 덜 효과적인 것으로 나타났다.
2023년 3월 노보 노디스크 관계자는 체중 감량을 위해 세마글루티드를 사용하는 환자들은 복용을 중단 한 후 5년 이내에 원래 체중을 회복할 수 있다고 말했다.

## 사회와 문화

### 법적 지위
2016년 12월 미국 FDA 신약 신청 (NDA)이 접수됐고, 2017년 10월 FDA 자문위원회에서 만장일치로 승인됐다.
2017년 12월에는 오젬픽이라는 브랜드 이름의 피하 주사 버전이 미국에서 당뇨병 환자에게 사용하도록 승인되었으며 , 2018년 1월에는 캐나다에서 사용이 승인되었다.
2018년 2월 유럽 연합에서 승인되었으며, 2018년 3월 일본에서, 2019년 8월 호주에서 승인되었다.
2019년 9월, 경구 복용이 가능한 버전인 리벨서스(Rybelsus)가 미국과 2020년 4월 유럽 연합에서 의료용으로 승인되었다
2021년 6월, 위고비라는 브랜드 이름으로 판매되는 주사제용 고용량 버전이 미국 식품의약국(FDA) 으로부터 성인의 장기적인 체중 관리를 위한 항비만제로 승인되었다. 2021년 11월, 유럽 의약청 (EMA) 산하 의약품 인체 사용 위원회 (CHMP)는 노보 노디스크에 위고비 에 대한 판매 허가를 부여할 것을 권고했다. 2022년 1월, Wegovy는 유럽 연합에서 의료용으로 승인되었다.
2023년 1월, 리벨서스 (Rybelsus)의 라벨은 제2형 당뇨병 성인 환자의 1차 치료제로 사용할 수 있음을 반영하여 수정되었다.
그레이 마켓 판매자는 세마글루티드라고 주장하는 승인되지 않은 제품을 온라인으로 판매한다. 이러한 행위는 미국에서 불법이지만, 일부 구매자는 보험 적용이 거부되고 유명 브랜드 약품을 구입할 여유가 없기 때문에 승인되지 않은 판매자들을 찾는다.
2023년 10월, 벨기에는 수요 급증으로 인해 2024년 중반까지 약품 부족이 발생될 것으로 예상되는 가운데 체중 감량 약물로 오젬픽 사용을 일시적으로 금지하는 것을 고려하고 있다고 발표했으며, 정부는 이전부터 의료 전문가들에게 당뇨병 환자에게만 이 약을 처방하라고 권고했다. 같은 달 초 영국 정부도 비슷한 명령을 내려 제2형 당뇨병 환자에 대한 새로운 처방을 금지하였다.

### 제네릭
세마글루티드는 미국에서 2031년 12월 이후 특허가 만료될 예정이다.중국에서의 특허는 2026년에 만료될 예정이었지만 중국 법원은 2022년 세마글루티드에 대한 모든 특허가 무효라고 판결했으며, 이에 대해 노보 노디스크는 판결에 항소했다.
브라질 대법원은 2026년에 만료되는 세마글루티드의 특허 보호 연장을 거부했다

### 경제학적 영향
뉴욕타임스는 미국에서 위고비의 정가는 2022년 기준 월 1,349.02달러로, 높은 비용 때문에 "체중 감량으로 가장 큰 혜택을 볼 수 있는 많은 사람들이 비싼 약을 감당하지 못할 수 있다"고 보도했다 . 오젬픽의 높은 비용으로 인해 일부 보험 회사는 당뇨병 진단을 뒷받침하기에 증거가 불충분하다고 간주한 환자 또는 체중 감량이 목적인 오프라벨 처방에 대한 보험 적용을 거부했다 .
영국에서는 세마글루티드가 국민 보건 서비스 처방에 따라 당뇨병 환자들에게 명목상 비용 또는 무료로 제공된다. 비만에도 사용 가능하나 2년 간으로 제한된다.
높은 수요로 인해 2023년 세마글루티드의 전 세계적인 공급 부족이 발생했으며; 영국에서는 이 기간 동안 위고비가 처방되지 못했다.

#### 덴마크
2023년, 노보 노디스크 시가 총액이 US$5,000억달러에 도달함에 따라 유럽 연합 내에서 가장 가치가 높은 기업이 되었으며, 이는 덴마크의 최근 경제 성장의 대부분을 차지하였다. 2023년 말, 덴마크의 국내 총 생산 3540억 달러로 집계됨에 따라 노보 노디스크의 가치는 덴마크 전체 국내 총생산을 1500억 달러 가까이 넘어서게 되었다.
노보 노디스크 수익의 대부분은 지배 주주인 노보 노디스크 재단에게 돌아가며, 수익은 덴마크 세수와 일자리의 증대를 가져왔다. 노보 노디스크는 2022년 덴마크에 3,500명을 추가 고용해 덴마크에서 21,000명을 고용하게 되었으며, 전세계에서 59,000명을 고용하고 있다.

### 위조품
2023년 10월에는 위조 오젬픽 펜이 유럽에서 판매되고 있다는 보고가 있었다. 그 펜에는 인슐린이 들어 있었을 가능성이 있으며, 이로 인해 여러 사람이 저혈당증과 발작으로 입원하게 되었다. 독일에서는 정품 오젬픽 포장에 독일 라벨이 붙은 가짜 주사 펜이 오스트리아의 한 도매업자를 통해 독일과 두 영국 도매업자에게 공급된 것으로 알려졌다. 소매 약국에서는 위조품을 판매되었다는 사례가 없었다.

## 연구
2021년에 세마글루티드는  2형 당뇨병이 있는 사람들에게 메트포르민에 대한 추가 요법으로 주 1회 사용했을 때 티르제파티드 (상품명 Mounjaro로 판매)보다 열등한 것으로 보고되었으며, 글리코헤모글로빈, A1C 및 체중 감소의 두 가지 평가변수 모두에서 거의 유사한 안전성 프로필을 나타냈다.
2014년 메타 분석에서는 세마글루티드가 간 효소( 트랜아민염 )를 낮추고 대사 기능 장애와 관련된 지방성 간 질환의 방사선학적으로 관찰된 특정 특징을 개선하는 데 효과적일 수 있음이 밝혀졌다. 프랑스 국가 건강 보험 시스템 데이터베이스는 이전에 세마글루티드와 동일한 계열의 의약품인 엑세나타이드, 리라글루티드, 둘라글루티드와 같은 글루카곤 유사 펩타이드-1 수용체 작용제를 1~3년 동안 사용하면 갑상선암 발병 증가와 관련이 있을 수 있다고 제안한 바 있다. 37개 무작위 대조 시험과 19개 실제 연구(환자 46,719명)의 데이터를 포함하는 메타 분석에서는 18개월 동안 세마글루티드를 사용하는 것이 암 발병 위험 증가와 관련이 없는 것으로 나타났으며 이는 높은 수준의 증거에 의해 뒷받침되었다.
2023년 7월, 아이슬란드 의약품청은 주사 사용자의 자살 충동 사례 2건과 자해 사례 1건을 보고하여 오젬픽, 위고비, 삭센다 및 유사 약물에 대한 안전성 평가를 촉발했다. 이후 2024년 1월 FDA가 실시한 예비 조사에서는 약이 자살 충동 및 자해를 유발한다는 증거를 발견하지 못했다.